# Cloverlea
Cloverlea est une banlieue de Palmerston North, de l’Île du Nord en Nouvelle-Zélande.  La banlieue est localisée dans la partie nord-ouest de la ville.
Ses limites sont actuellement entre la ligne de Rangitikei et la ligne de Gillespies.

## Toponymie
La banlieue tire son nom de Cloverlea : le domicile et la propriété , développée par David Buick (en) député entre 1881 et sa mort durant la pandémie  de grippe de 1918.
Mr Buick a dirigé avec succès un haras de chevaux en plus de sa ferme d’élevage de moutons et de bétail au niveau de  Cloverlea.
Il fut membre du Parlement pour Palmerston North à partir de 1908 et jusqu’à sa mort en  1918 .
Cloverlea est localisée au niveau du 102 No 1 Line, Palmerston North 4475,.

## Histoire
Dans le cadre du Discharged Soldiers' Settlement Act 1915 (en) le  gouvernement acheta 273 acres (110,5 ha) de l’établissement de Buick et attribua 15  sectionspar scrutin, qui se tinrent le 5 novembre 1919 pour les hommes de service et  les infirmières revenant de la première guerre mondiale ,.

## Toponymie
Le secteur fut connu comme le «  Cloverlea Soldier Settlement » , qui avec le temps fut contracté  en Cloverlea,.
Toutefois le secteur auquel fait référence  Cloverlea n’est pas la plus récente des zones de développement sub-urbaine localisée au nord de la localité de Highbury, au nord -ouest de la zone de l’hôpital de  Palmerston North et au nord de la banlieue de Takaro, mais une zone proche de Cloverlea Road , qui dessert le lotissement .
Le Mangaone Stream walkway circule le long de l’angle de Cloverlea: il part de Milson et se termine au niveau du fleuve Manawatu.
En 2018, la banlieue avait une population de résident de 1893 habitants.
Cloverlea est une partie de l’électorat de Palmerston North.

## Démographie
Cloverlea couvre  une surface de 0,68 km2 et a une population  estimée à  1940 résidents en juin 2023 avec une densité de population de 2850 personnes par  km2.
Cloverlea avait une population de 1893 habitants lors du recensement néo-zélandais de 2018 , en augmentation de  27 personnes  soit (1,4 %) depuis le recensement néo-zélandais de 2013 mais une diminution de 96 personnes (−4,8 %) depuis le  recensement de 2006.
Il y avait 693 logements , comprenant 906 hommes et  987 femmes, donnant un sexe-ratio de 0,92  homme pour une femme.
L’âge médian était de 34,2 ans  (comparé avec les 37,4  ans au niveau national), avec 387  personnes  (20,4 %) âgées de moins de 15 ans, 417 personnes (22,0 %) âgées de 15 à 29 ans, 813 personnes (42,9 %) âgées de 30 à 64 ans, et  276 personnes (14,6 %) âgées de  65 ans et plus .
L’Ethnicité était pour 82,6 % européens/Pākehās, 23,1 % Maoris, 6,0 % personnes originaire des îles du Pacifique (en) , 4,3 % venant d’Asie (en), et 3,0 % d’une autre ethnicité.
Les personnes peuvent s’identifier de plus d’une ethnicité en fonction de l’origine de leurs parents .
Le pourcentage des personnes nées outre-mer était de 11,6 % , comparé avec 27,1 % au niveau national.
Bien que certaines personnes choisissent de ne pas répondre aux questions du recensement concernant leur affiliation religieuse , 53,2 % n’ont aucune religion, 33,8 % sont chrétiens (en), 1,1 % ont des croyances religieuses Māories (en), 0,6 % sont  Hindouistes (en), 0,5 % sont musulmans, 0,2 % sont Bouddhistes (en) et  2,2 % ont une autre religion.
Parmi ceux de plus de 15 ans d’âge, 210 personnes (13,9 %) ont une licence ou un degré universitaire supérieur et 330 personnes (21,9 %) n’ont aucune qualification formelle.
Le revenu médian était de 32300 $ , comparé avec les 31 800 $ au niveau  national.
156 personnes  (soit 10,4 %) gagnent plus de 70000 $ comparés avec les 17,2 % au niveau national.
Le statut d’emploi de ceux d’au moins 15 ans d’âge, est pour  819 personnes (54,4 %)  un emploi à temps complet , pour 189 personnes (12,5 %) qui sont à temps partiel et  66 personnes (4,4 %) sont sans emploi .

## Éducation
L’école de Cloverlea  est une école primaire , publique , mixte , pour les années 1 à 6  avec un effectif de 231 élèves en février 2024.